# Avvelenamento da cadmio
L' avvelenamento da cadmio è una condizione clinica caratterizzata dall'assunzione acuta o cronica di cadmio.
Il cadmio è un metallo pesante, tossico, presente in natura (in genere come impurità dello zinco o del piombo), che può comportare esposizione per l'essere umano in alcuni luoghi di lavoro industriali, in terreni vegetali e dopo inalazione di fumo. A causa dei a bassi livelli di esposizione consentiti nell'uomo, può verificarsi sovraesposizione anche in situazioni in cui si trovano solo tracce di cadmio. Il cadmio è ampiamente utilizzato nella galvanica (raramente è però causa di intossicazione); si trova anche in alcune vernici industriali e può rappresentare un pericolo se spruzzato. L'uso principale del cadmio è nella produzione di batterie ricaricabili NiCd.
La fonte primaria di cadmio è un sottoprodotto della raffinazione dello zinco. Le esposizioni al cadmio rientrano in specifici standard per l'industria generale, gli occupati nei cantieri navali, l'industria delle costruzioni e l'industria agricola.

## Meccanismo di tossicità
La tossicità del cadmio è stata dimostrata in diversi organi. Il cadmio induce danni ai tessuti creando stress ossidativo e cambiamenti epigenetici nell'espressione del DNA.
All'interno delle cellule, gli ioni di cadmio agiscono come un generatore catalitico di perossido di idrogeno. Questa improvvisa ondata di perossido di idrogeno nel citosol della cellula provoca un aumento della perossidazione lipidica e inoltre esaurisce le riserve di ascorbato e glutatione. Il perossido di idrogeno può anche convertire i gruppi tiolo sulle proteine in acidi solfonici non funzionali ed è anche in grado di attaccare direttamente il DNA nucleare. Questo stress ossidativo fa sì che la cellula colpita produca grandi quantità di citochine infiammatorie.

## Cause di esposizione

### Ambiente
I livelli di cadmio possono essere particolarmente elevati nell'acqua, nell'aria, e nel suolo di alcune aree industriali. L'esposizione ambientale è particolarmente problematica in Giappone, dove molte persone sono solite consumare riso cresciuto in coltivazioni irrigate con acqua contaminata.
Alcune fonti di fosfato (in particolare certi fertilizzanti sintetici) contengono rilevanti quantità di cadmio; l'utilizzo di questi fertilizzanti può pertanto portare ad un aumento della concentrazione di cadmio nel suolo (un simile evento è stato registrato in Nuova Zelanda). Il cadmio può essere rimosso dal suolo utilizzando dei nanopolimeri.

### Cibo
Il cadmio raramente è ingurgitato dagli esseri umani, tuttavia alcuni alimenti (ad esempio crostacei, carne di animali, verdure a foglia, riso proveniente da alcune aree del Giappone e della Cina) possono essere contaminati da scarichi di miniere o comunque acque inquinate (ad esempio vecchi tubi di acquedotto sigillati con Zn/Cd o inquinamento industriale) e possono produrre effetti a lungo termine sulla salute.
Le piante possono contenere quantità piccole o moderate nelle aree non industriali, ma livelli elevati possono essere trovati nel fegato e nei reni di animali adulti. L'assunzione giornaliera di cadmio attraverso il cibo varia in base alla regione geografica. Si ritiene che l'assunzione sia pari a circa 8-30 µg in Europa e negli Stati Uniti contro 59-113 µg in varie aree del Giappone.
La Food and Agriculture Organization (FAO) e il Comitato congiunto di esperti sugli additivi alimentari e contaminanti della WHO (Organizzazione Mondiale della Sanità) hanno stabilito una linea guida per l'assunzione sicura di cadmio con la dieta e stabilito un limite di soglia di cadmio urinario. 
Il livello di assunzione di cadmio considerato tollerabile dalla FAO/OMS è di 25 µg per kg di peso corporeo al mese (0,83 µg/kg di peso corporeo/giorno ovvero 58 µg/giorno per una persona di 70 kg), mentre il livello soglia di cadmio urinario è pari a 5,24 µg/g creatinina.

### Inalazione
Più frequentemente il cadmio può essere inalato: le operazioni che comportano la rimozione di vernici al cadmio mediante raschiatura o sabbiatura possono comportare un rischio significativo. Il cadmio si trova anche nell'aria che viene respirata quando la spazzatura viene bruciata (soprattutto in presenza di plastica o batterie).
Il fumo di sigaretta è considerata la fonte più significativa di esposizione al cadmio nell'essere umano. Perfino le piccole quantità di cadmio presenti nel fumo di sigaretta sono altamente tossiche per l'essere umano, in quanto il polmone assorbe il cadmio in modo molto più efficiente dello stomaco.
Per quanto attiene invece l'uso della sigaretta elettronica, il cadmio può essere riscontrato nell'aerosol di coloro che fanno uso dei vaporizzatori personali, ma il rischio di cancro durante la vita (LCR) calcolato non appare essere superiore al limite accettabile.

### Prodotti per il consumatore
Il cadmio è comunemente utilizzato in diversi tipi di batterie alcaline. Alla fine del ciclo di vita del prodotto, il cadmio e molti altri elementi entrano nel sistema di trattamento dei rifiuti rappresentando una possibile fonte di contaminazione ambientale.

### Varie
Anche la contaminazione di farmaci e integratori alimentari, per quanto rara, può essere una fonte di contaminazione.

## Tipi di intossicazione

### Intossicazione acuta
L'esposizione acuta ai fumi di cadmio può causare sintomi simil influenzali: brividi, febbre e dolori muscolari: la sintomatologia si manifesta a distanza di 4-6 ore dall'inalazione. I sintomi possono risolversi dopo una settimana in assenza di seri danni alle vie respiratorie. Esposizioni più gravi possono causare tracheobronchite, polmonite ed edema polmonare. I sintomi dell'infiammazione includono tosse, secchezza e irritazione del naso e della gola, cefalea, vertigini, debolezza, febbre, brividi e dolore toracico aspecifico.

### Intossicazione cronica
Le complicanze da avvelenamento cronico da cadmio includono: tosse persistente (spesso in concomitanza con enfisema polmonare), anosmia, anemia e insufficienza renale (associata a nefropatia tubulare), osteoporosi e osteomalacia. L'esposizione a cadmio aumenta le possibilità di sviluppare il cancro. In particolare ci sono evidenze che la comparsa di cancro alla prostata possa essere correlata ad esposizione al cadmio; evidenze simili si hanno anche per il cancro al pancreas.
In modo simile allo zinco, l'esposizione a lungo termine ai fumi di cadmio può causare anosmia persistente.

#### Ossa e articolazioni
Uno degli effetti principali dell'avvelenamento da cadmio comporta debolezza e fragilità ossea. Le ossa presentano un difetto di mineralizzazione della matrice (osteomalacia), perdono la densità minerale ossea (osteoporosi) e più in generale si indeboliscono. 
Ciò provoca dolore alle articolazioni (artralgia) e alla schiena (lombalgia) e aumenta il rischio di fratture.
Il dolore alla colonna vertebrale e alle gambe è un sintomo comune; spesso si sviluppa un'andatura ondeggiante a causa delle deformità ossee causate dall'esposizione al cadmio a lungo termine. Il dolore alla fine diventa debilitante, la frequenza di fratture ossee diviene sempre più rilevante, man mano che l'osso si indebolisce.

#### Rene
Il danno renale causato dall'avvelenamento da cadmio è irreversibile. La capacità di filtrazione renale può ridursi fino al 30 %. I reni perdono la loro funzione primaria e diventano incapaci di rimuovere efficacemente gli acidi (ioni H+) dal sangue, in particolare in caso di disfunzione tubulare renale prossimale.
La disfunzione tubulare renale prossimale causa ipofosfatemia (diminuzione del fosfato circolante nel sangue), che a sua volta porta a debolezza muscolare e in casi estremi a coma. Si verifica anche ipercloremia. La disfunzione renale predispone anche alla gotta, una forma di artrite dovuta all'accumulo di cristalli di acido urico nelle articolazioni: ciò a causa dell'elevata acidità del sangue (iperuricemia). L'esposizione al cadmio può essere anche associata allo sviluppo di calcoli renali.

## Tossicità clinica
Gli effetti clinici della tossicità da cadmio dipendono dalla via, dalla quantità e dalla velocità di esposizione.
Il principale organo che risente della tossicità da cadmio è il rene. Il danno ossidativo indotto dal cadmio alle proteine di trasporto e ai mitocondri può indurre all'apoptosi delle cellule tubulari: ciò si traduce in deficit di riassorbimento di proteine, amminoacidi, glucosio, bicarbonato e fosfato.
Circa il 30% del cadmio corporeo si deposita nella regione dei tubuli renali; il conseguente danno tubulare è correlato proporzionalmente alla quantità di cadmio non legato alla metallotioneina. I soggetti diabetici sono più suscettibili al danno tubulare renale da esposizione a cadmio.
Il cadmio può anche alterare il metabolismo della vitamina D nel rene, con effetti deleteri sulle ossa. 
L'esempio più eclatante di questo processo è la malattia chiamata dai giapponesi itai-itai, che combina un forte dolore da osteomalacia con osteoporosi, disfunzione tubulare renale, anemia e malassorbimento di calcio.

## Diagnosi
Il sospetto di intossicazione da cadmio è di tipo clinico. 
Esistono diversi test che misurano la presenza di cadmio nei tessuti (ad esempio nel sangue, nelle urine, nel rene e nel fegato, nelle feci e nei capelli). Questi test valutano se, e soprattutto in quale misura, si sia verificata un'esposizione a questo metallo pesante: si parla perciò di indicatori biologici o biomarcatori di esposizione. Il test urinario della beta-2 microglobulina è un metodo indiretto tra i più utilizzati per misurare l'esposizione al cadmio. L'aumento delle concentrazioni di beta-2 microglobulina urinaria può essere infatti un indicatore precoce di disfunzione renale in persone cronicamente esposte a livelli bassi, ma comunque eccessivi, di cadmio ambientale.
La misurazione delle concentrazioni di cadmio nel sangue o nelle urine fornisce un ottimo indice di esposizione eccessiva in situazioni industriali o in seguito ad avvelenamento acuto (è quindi indicativa di esposizione recente), mentre le concentrazioni di cadmio nei tessuti degli organi (polmoni, fegato, reni) possono essere più utili in caso di decessi causati da avvelenamento acuto o cronico.
Le concentrazioni di cadmio in persone sane (senza una particolare esposizione al cadmio) sono generalmente inferiori a 1 µg/L nel sangue o nelle urine. Gli indici di esposizione biologica utilizzati dalla American Conference of Governmental Industrial Hygienists(ACGIH) per i livelli di cadmio nel sangue e nelle urine sono rispettivamente di 5 µg/L e 5 µg/g di creatinina.
Questi intervalli sono solitamente 1000-3000 µg/L e 100-400 µg/g, rispettivamente, nei sopravvissuti ad avvelenamento acuto e possono essere sostanzialmente più alti nei casi fatali.

## Trattamento
Ogni soggetto che sia stato esposto all'avvelenamento da cadmio necessita di immediato intervento medico. In caso di esposizione acuta a seguito di ingestione la decontaminazione del contenuto gastrico tramite emesi o lavanda gastrica appare un intervento opportuno e benefico.
L'assunzione di carbone attivo non sembra invece di provata efficacia.
I tentativi iniziali per combattere l'avvelenamento acuto da cadmio includono l'uso di agenti chelanti come l'acido etilendiamminotetraacetico (EDTA) e il British anti-Lewisite (BAL).
L'EDTA è l'agente più ampiamente accettato per l'uso clinico: appare evidente che la riduzione del carico di cadmio corporeo ne riduce gli effetti tossici. Tuttavia non tutte le società scientifiche concordano sul fatto che siano indicate misure attive (oltre all'allontanamento dalla fonte di intossicazione), almeno per quanto riguarda l'avvelenamento acuto: da diverso tempo, infatti, la preoccupazione è che la chelazione possa aggravare il danno ai tubuli renali.
Per l'esposizione cronica, in ogni caso, vi sono considerevoli evidenze che la chelazione sia clinicamente efficace. In letteratura medica si è fatto ricorso a diversi chelanti, tra cui l'EDTA, l'acido dimercapto solfonico (DMPS), l'acido meso-2 ,3-dimercaptosuccinico (DMSA) e il British Anti-Lewisite (BAL). Il BAL appare essere decisamente più tossico dei suoi derivati.

## Prognosi
La prognosi è spesso infausta se non viene effettuata un trattamento adeguato e rapido.